# Bogactwo narodowe
Bogactwo narodowe – zasoby naturalne oraz zasoby majątkowe danego społeczeństwa. Obejmują one ziemię, wody, zasoby surowcowe oraz obiekty materialne będące własnością indywidualną lub współwłasnością, własnością zespołową różnych organizacji i grup społecznych obywateli kraju oraz własnością skarbu państwa.
Zasoby, które znajdują się na obszarze państwa mogą również należeć do obywateli innych krajów. W konsekwencji państwo, które w stosunku do gospodarki kraju chce utrzymać pozycję suwerena zobowiązane jest do realizacji następujących działań kontrolnych związanych ze skalą, zakresem oraz kierunkiem oddziaływań zagranicznego sektora na całość gospodarki narodowej.